# Wimbledon (Londen)
Wimbledon is een wijk in het Londense bestuurlijke gebied Merton, in de regio Groot-Londen. Deze wijk is internationaal bekend vanwege het grandslamtoernooi Wimbledon dat jaarlijks in juni in de wijk wordt gehouden. In 2012 vond in de wijk ook het tennistoernooi van de Olympische Spelen plaats. Op Wimbledon Common ligt een beschermde windmolen. Die was gebouwd als een standerdmolen in 1817, maar is herbouwd als een achtkante bovenkruier in 1893. Het is nu een museum.
Ook op Wimbledon Common ligt een walburcht daterend uit de IJzertijd die bekend staat als "Caesar's Camp".

## Bezienswaardigheden
- Wat Buddhapadipa

## Geboren in Wimbledon
- John William Godward (1861-1922), kunstschilder
- Robert Graves (1895-1985), schrijver
- André Waterkeyn (1917-2005), ontwerper van het Atomium
- Michel Didisheim (1930-2020)  Belgisch kabinetschef en bestuurder
- Raymond Briggs (1934-2022), illustrator en schrijver
- Oliver Reed (1938-1999), acteur
- Steve-O (1974), Jackass-stuntman en clown